# كاثرين لامب
كاثرين لامب (بالإنجليزية: Kathryn Lamb)‏ هي فنانة قصص مصورة ورسامة كارتون بريطانية، ولدت في 1959.